# Holts flygplats
Holts flygplats är en flygplats i republiken Island.   Den ligger i regionen Västfjordarna, i den västra delen av landet, 220 km norr om huvudstaden Reykjavik. Holts flygplats ligger 1 meter över havet.